# Guerre des Goths (461 - 476)
Pour un article plus général, voir Guerre des Goths.

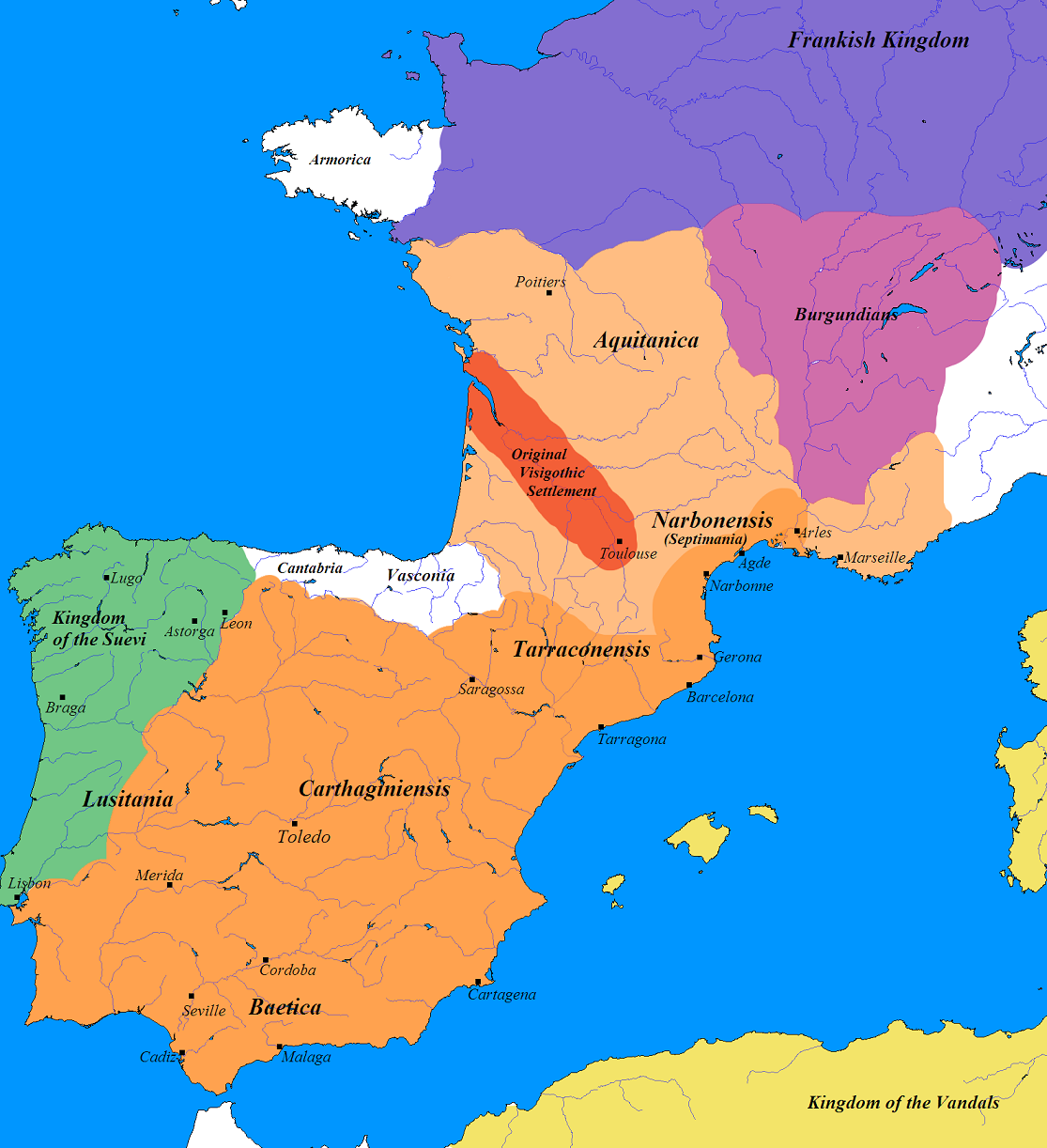
Le royaume wisigoth de 418 à 575 :
En rouge : royaume de Toulouse à l'origine
En orange (foncé et pâle) : extension au V
En bleu : royaume franc de Clovis en 507
En violet : royaume des Burgondes en 507
En rouge et orange pale : territoires perdus par les Wisigoths en 507 (défaite face aux Francs)
En vert : extension en 575 (royaume suève).

La guerre des Goths de 461 - 476 est un conflit entre les autorités de l’empire romain d'Occident et le royaume wisigoth de Toulouse, établi en 418 comme État fédéré dans le sud de la Gaule. Ce conflit s'achève par la victoire des Wisigoths du fait de l'abolition de l'empire d'Occident en 476
Les rois wisigoths de cette période sont Théodoric II (roi de 453 à 466) et Euric (de 466 à 484). Du côté impérial, se succèdent plusieurs empereurs dominés par la personnalité de leurs principaux généraux, notamment Ricimer (405-472) et Odoacre (433-493), qui après avoir déposé l'empereur Romulus Augustule devient le maître de l'Italie jusqu'à sa défaite face au roi ostrogoth Théodoric le Grand.
L'autorité des empereurs d'Occident, qui depuis 402 résident à Ravenne (ville succédant à Milan, Rome n'étant plus le lieu du gouvernement depuis la réforme de Dioclétien), ne s'exerce plus guère que sur l'Italie, et, à un moindre degré, dans quelques régions contrôlées par des généraux romains ou des rois germains fédérés.
La guerre de 461-476 vient peu après celle de 458, qui a vu l'empereur Majorien l'emporter à Arles sur l'armée de Théodoric II et imposer à celui-ci de revenir à la soumission. Mais après son échec à Carthagène face aux Vandales de Genséric en 460, Majorien est assassiné par Ricimer en 461.
Théodoric II, qui ne se sent pas lié au nouvel empereur, le sénateur Libius Severus, choisi par Ricimer, reprend sa politique d'expansion en Gaule et en Hispanie, d'autant plus que l'empereur d'Orient Léon Ier ne reconnaît pas non plus Severus. Théodoric II est renversé (et assassiné) en 466 par son frère Euric, qui poursuit sa politique d'indépendance vis-à-vis des autorités de Ravenne. Lorsque Odoacre dépose l'empereur en 476, Euric prend le contrôle de la Narbonnaise deuxième, à l'est du Rhône, restant le maître de la Gaule de la Loire aux Alpes maritimes, ainsi que de la plus grande partie de l'Hispanie, à l'exception du territoire du royaume suève au nord-ouest de la péninsule.

## Contexte

### L'empire romain auVesiècle
La réforme de Dioclétien, empereur de 284 à 305, instituant le système de la tétrarchie, aboutit à la division de l'empire entre empire d'Orient et empire d'Occident.
Au Ve siècle, le gouvernement de l'empire d'Occident réside à Ravenne (depuis 402, succédant à Milan), résidence de l'empereur titré « Auguste », alors que l'empereur (adjoint) titré « César » réside à Trèves, sur la Moselle. Il est à noter cependant que le Sénat reste à Rome, toujours capitale symbolique de l'empire, et continue à faire valoir ses droits[pas clair].
L'empire d'Occident est divisé en deux préfectures du prétoire : 
- la préfecture du prétoire des Gaules (Gaule, Bretagne, Hispanie), dont le chef-lieu est Trèves ;
- la préfecture du prétoire d'Italie (Italie, Dalmatie, Afrique).

Chacune des préfectures du prétoire est divisée en diocèses (par exemple : le diocèse de Vienne couvrant le sud de la Gaule).
Les diocèses sont divisés en provinces, beaucoup plus nombreuses qu'auparavant (par exemple, la Narbonnaise a été divisée en Narbonnaise I (Narbonne), Narbonnaise II (Arles) et Viennoise (Vienne)).

### Les Germains dans l'empire
En 406 (le 31 décembre), les Vandales, les Suèves et les Burgondes font leur entrée dans l'empire et s'installent ensuite respectivement en Afrique, Galice et en Germanie.
Les Wisigoths, entrés dans l'empire d'Orient dès les années 370 (bataille d'Andrinople, 378), sont parvenus à Rome en 410 et l'ont mise à sac. Puis des négociations avec les autorités de Ravenne, où règne l'empereur Honorius, ont abouti à la décision de les installer comme fédérés dans le sud de la Gaule.

### Le royaume wisigoth de Toulouse
Le roi wisigoth Athaulf, qui règne de 410 à 415, s'établit à Narbonne. Son successeur, Wallia, continue l’expansion amorcée par Athaulf vers l’Espagne. En 418, le futur Constance III fait promulguer un décret installant les fédérés wisigoths sur le territoire de l’Aquitaine seconde (entre la Garonne et la Loire) et de la Novempopulanie (entre Garonne et Pyrénées).
C’est le successeur de Wallia, Théodoric Ier, qui règne de 418 à 451, qui complète leur installation en Gaule en faisant de Toulouse sa capitale. Toulouse (Tolosa) est en Narbonnaise première, mais à la limite de l'Aquitaine troisième.
Théodoric meurt à la bataille contre les Huns en 451. Thorismond lui succède, mais est assassiné par son frère Théodoric en 453. Théodoric II, prince romanisé, soutient après la mort de l'empereur Pétrone Maxime (455), son ancien précepteur Avitus, préfet du prétoire des Gaules, contre Majorien, qui l'emporte en 456.

## Prélude: la guerre des Goths de 458

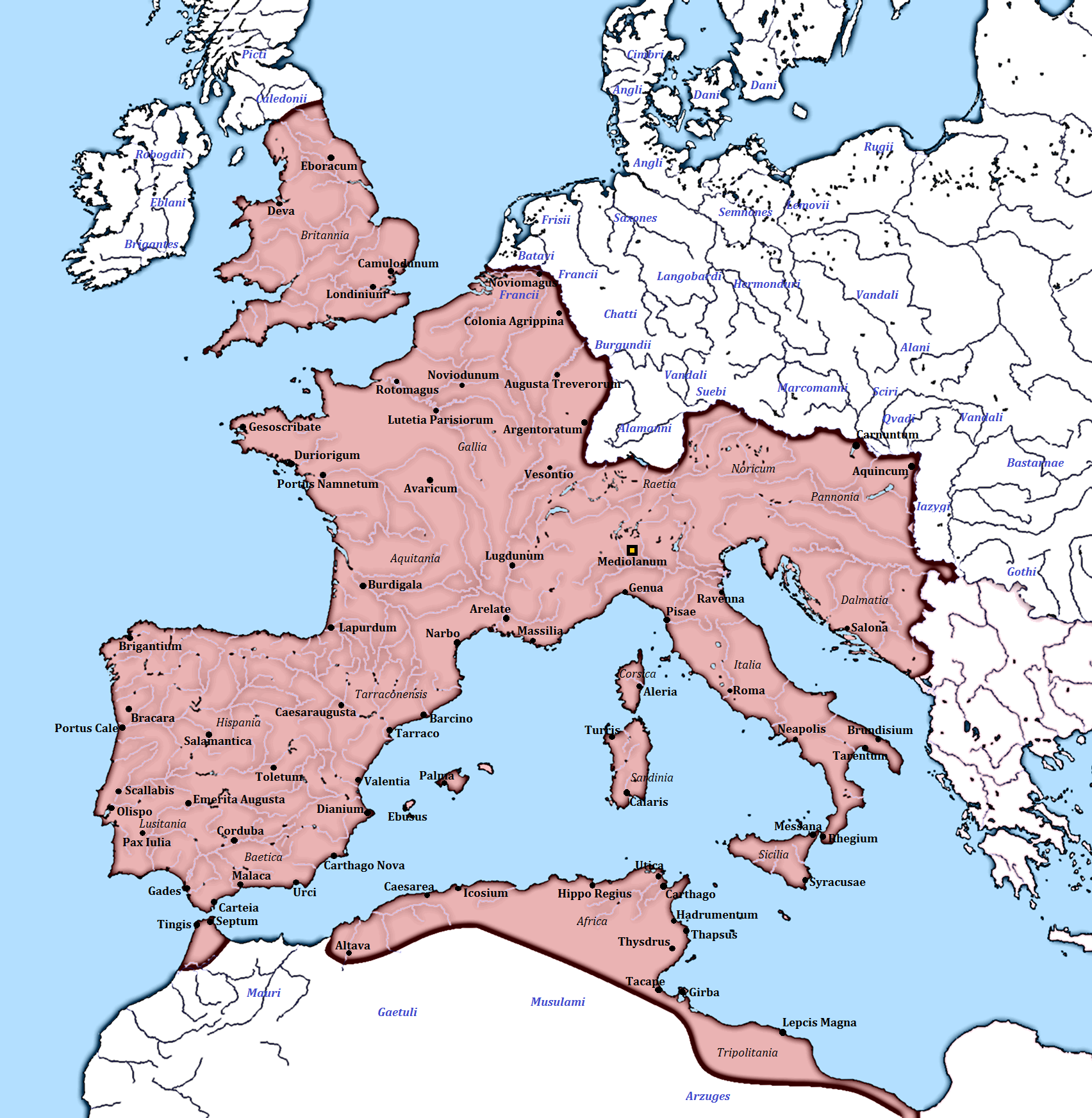
L’Empire romain d’Occident à son apogée (395). En bleu : nom des peuples extérieurs à l'empire.

### Situation de l'empire d'Occident à l'avènement de Majorien
Lorsque Majorien (457-461) prend le pouvoir après avoir vaincu Avitus à Plaisance, les Wisigoths (au sud de la Loire) et les Burgondes (dans le nord de la Narbonnaise) sont maitres d’une partie notable de la Gaule et de l’Espagne, dont le nord-ouest est tenu par les Suèves. Le pouvoir impérial est dans l'ensemble très limité, sauf en Italie, menacée cependant par les Vandales installés en Afrique autour de Carthage. La situation est similaire dans les Balkans.
Militaire de profession, Majorien connait la Gaule où il a commencé sa carrière sous les ordres d'Aetius. Par la suite, il a occupé le poste de commandant de la garde impériale sous Valentinien III (425-455), Pétrone Maxime (mars-mai 455) et Avitus (455-456). Arrivé au pouvoir son premier objectif est de rétablir l’autorité impériale sur l’ensemble de l’empire d’Occident qui, pour l’instant, se limite à l’Italie, au sud de la Narbonnaise (Narbonnaise deuxième, chef-lieu : Arles) et au sud de l’Espagne. Ne comptant pas trop sur le patrice Ricimer, issu des familles royales suève et wisigothiques, Majorien nomme un de ses amis, Ægidius, magister militum per Gallias (« maître des armées dans les Gaules »), afin de rétablir l’ordre en Gaule, de mettre au pas l’aristocratie gallo-romaine et de chasser les Burgondes.

### Défaite des Wisigoths à Arles (458)
Au moment de la chute d'Avitus, le roi des Wisigoths Théodoric II et son frère Frédéric mènent campagne en Espagne contre les Suèves.
Après avoir vaincu à l’été 457 un groupe de Vandales débarqué en Campanie, Majorien  se dirige vers la Gaule avec son armée, qui inclut d'ailleurs de nombreux soldats germaniques, première étape d’une reconquête de l’Afrique du nord en passant par l'Hispanie.
Rentrant victorieux de ses campagnes en Hispanie, Théodoric II (qui en tant que soutien d'Avitus est un adversaire de Majorien) doit affronter Majorien (avec Aegidius et Nepotianus), aux environs d'Arles. Les Wisigoths sont vaincus et Théodoric II doit battre en retraite. Mais Majorien préfère faire la paix avec les Wisigoths et négocie un traité d'allégeance avec Théodoric, qui renonce à la Narbonnaise première (Septimanie) et restitue les territoires repris aux Suèves en Hispanie. Théodoric accepte donc de reprendre son statut officiel de fédéré dans l'empire romain.

## L’Empire romain d’Occident de 458 à 468

### Règne de Majorien après la victoire d'Arles

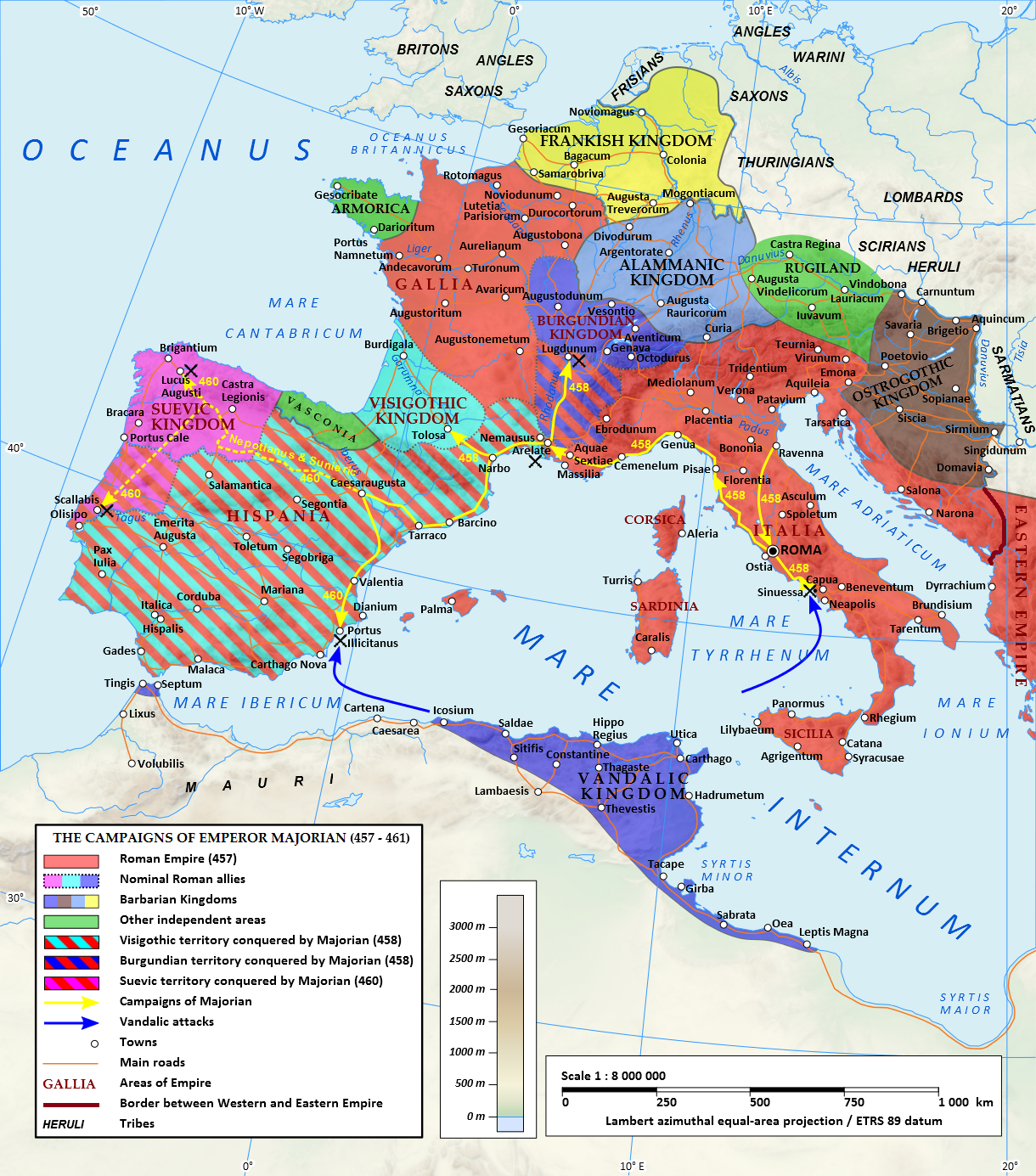
Durant les quatre années de son règne Majorien reprit la majeure partie de l’Hispanie et du sud de la Gaule.

#### Campagne contre les Burgondes
Majorien envoie des messagers en Espagne annoncer sa victoire sur les Wisigoths et son traité avec Théodoric II.
Il s’installe alors pour deux ans à Arles, laissant l'Italie à la garde de Ricimer. Il mène d'abord une campagne contre les Burgondes, installés autour de Genève et de Lyon.  Majorien entre dans la vallée du Rhône et prend d’assaut la ville de Lyon. Les Burgondes doivent à leur tour reconnaitre la souveraineté de impériale.
Ayant ainsi repris le contrôle du sud de la Gaule (le nord étant  sous le contrôle d'Aegidius, successeur d'Aetius), Majorien peut se tourner vers l'Hispanie, dont il espère se servir comme base pour la reconquête de l’Afrique sur les Vandales.

#### Préparatifs contre les Vandales
À Carthagène, il fait rassembler une flotte de trois cents navires avec lesquels il compte traverser le détroit de Gibraltar,. En même temps, une campagne contre les Suèves occupe toute l’année 459, sous la conduite de  Nepotianus et du Wisigoth Sunieric, qui en 460, battent les Suèves à Lugo et à Santarém.
Le roi vandale Genséric tente de négocier la paix avec Majorien, mais en vain. Il décide alors de dévaster la Maurétanie et fait lui aussi préparer une flotte pour repousser toute attaque par mer.

#### Échec de la campagne contre les Vandales (460)
En 460, l’empereur quitte Arles à la tête de son armée, fait une entrée triomphale à Saragosse et atteint Carthagène. Malheureusement, sa flotte, en rade à Santa Pola, est détruite par des agents au service des Vandales,, de sorte que Majorien abandonne l’idée de poursuivre sa campagne.
Il reçut alors les ambassadeurs de Genséric avec qui il négocia une paix qui comprenait probablement la reconnaissance de l’occupation de la Maurétanie par les Vandales.[réf. nécessaire]
Il rentre à Arles où il licencie les unités auxiliaires, laissant le reste de l’armée sous le commandement d’Aegidius et repart pour Ravenne en 461 avec seulement d’une garde réduite. Pendant son séjour hors d'Italie, Ricimer et un groupe d'aristocrates d'Italie décidé de se débarrasser de Majorien, qui a échoué face aux Vandales.

#### Destitution de Majorien par Ricimer
La fin du règne de Majorien est sujet à désaccords entre les sources antiques. 
Selon certains auteurs, Majorien aurait été arrêté par Ricimer à Tortone, non loin de Plaisance, puis déposé (3 août) et exécuté quatre jours plus tard. 
Procope ne mentionne pas le retour d’Espagne, écrivant que l’empereur est de dysenterie, mais il s'agit peut-être une fausse nouvelle émanant de Ricimer. 
Victor de Tunnuna écrit que Majorien a rejoint Rome où il aurait été assassiné en 463.

### Le gouvernement de Ricimer en Italie (461-472)

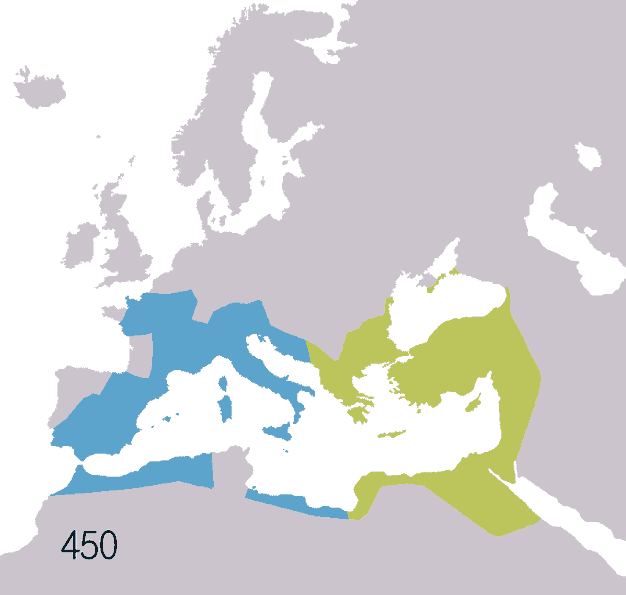
Les Empires romains d’Orient et d’Occident en 450.

#### Ricimer dans le système impérial
Fils du roi suève de Galice (Espagne) Rechila par son père et  du roi des Wisigoths, Wallia par sa mère, arien de surcroit, Ricimer ne peut accéder au trône impérial. Il est cependant le véritable maitre à Ravenne jusqu’à sa mort en 472. 
Mais il doit tenir compte de diverses oppositions à son pouvoir en Occident, ainsi que de la politique de l'empereur d'Orient, qui est à ce moment préoccupé par la question des Vandales. Ricimer ne peut pas se permettre de se faire un ennemi de celui-ci, qui est alors Léon Ier (de 457 à 474)

#### Règne de Libius Severus
Escomptant peut-être que l’empereur d’Orient nommerait rapidement un successeur à Majorien, Ricimer attendit trois mois avant de faire nommer par le Sénat un nouvel empereur en la personne de Libius Severus (r. 461-465), obscur sénateur que ne redouterait pas l’aristocratie sénatoriale italienne et qu’il pourrait manipuler à sa guise. Mais celui-ci ne fut reconnu ni par Léon Ier à Constantinople, ni par aucun des généraux ayant servi sous Majorien, lesquels gouvernaient leurs provinces de façon pratiquement autonome : Aegidius en Gaule, lequel se rebella immédiatement, Marcellinus en Sicile et en Illyricum, Nepotianus en Hispanie,.
Léon se refusant absolument à reconnaître Severus, celui-ci en dépit de sa nature docile, devenait donc un obstacle pour le pouvoir de Ricimer. Le nouvel empereur mourut après un bref règne,.

#### Vacance du trône impérial
Après la mort de Libius Severus, Ricimer gouverne seul l’empire pendant dix-sept mois, le plus long intervalle jusque-là advenu, en attendant que Léon nomme un successeur.
Les Vandales profitèrent de la vacance du trône en s’immisçant dans la politique domestique de l’Empire romain d’Occident et en appuyant la candidature d’Olybrius qu’unissaient des liens matrimoniaux avec celle de Genséric comme empereur. Ils accentuèrent également leurs attaques sur la Sicile et l’Italie, ainsi que sur des territoires de l’Empire d’Orient comme l’Illyricum, le Péloponnèse et d’autres parties de la Grèce, .

#### Règne d'Anthémius et désastre face aux Vandales (467-468)
Face à ce danger, Léon Ier nomma en 467 le commandant de l’armée d’Illyricum, Anthémius, empereur en Occident avec comme mission d’assurer le trône et de reprendre l’Afrique du Nord. L’année suivante il organisa une grande expédition contre les Vandales à laquelle devaient prendre part les armées d’Orient et d’Occident.
Celle-ci se termina par un désastre lors de la bataille du Cap Bon. Une grande partie de la flotte conjointe fut détruite et Marcellinus, le commandant en chef, fut assassiné par ses propres soldats en Sicile, peut-être à l’instigation de Ricimer .
Non seulement ce désastre laissait-il les deux empires avec des forces militaires sensiblement réduites, mais son organisation avait couté cher au trésor impérial,. Les Vandales en profitèrent pour reprendre leurs raids sur l’Italie.
Pendant ce temps les Wisigoths, profitant du fait que l’attention s’était déplacée vers l’Afrique du nord, avaient repris leur politique d’expansion en Gaule et en Espagne.

## La guerre des Goths

### Sous le règne de Théodoric II

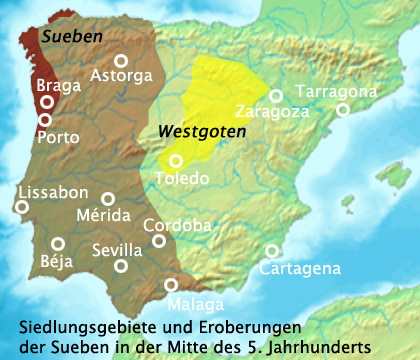
Le royaume des Suèves à sa plus grande extension au milieu du V.

La bataille d’Arelate ne devait pas décourager les Wisigoths de Théodoric II qui reprirent bientôt les armes.
Après l’assassinat de l’empereur Majorien en 461 et la nomination par le Sénat de Libius Severus, le général Aegidius, resté en Gaule, refusa de reconnaitre le nouvel empereur. À la même période, un conflit de frontières avait éclaté entre Aegidius et les Wisigoths. Ceci faisait des Wisigoths des alliés de fait de Ricimer; celui-ci leur céda Narbonne et l’ensemble de la Gaule narbonnaise en échange d’une alliance,. Ceci donnait  aux Wisigoths à la fois un débouché sur la mer et un lien avec la péninsule ibérique, objectif qu’ils cherchaient à réaliser depuis longtemps. En même temps ceci faisait des Wisigoths une menace pour Aegidius qui consolidait son pouvoir sur le nord de la Gaule, possiblement grâce à une alliance avec les Francs saliens de Childéric Ier. En 463, les Wisigoths sous le commandement de Frédéric, le frère de Théodoric, tentèrent d’envahir le territoire que gouvernait Aegidius. Avec l’aide des Francs ce dernier réussit à repousser leur offensive et, à la bataille d’Orléans, défit Frédéric qui y perdit la vie. On sait qu’il remporta une autre victoire, modeste celle-là, contre les Wisigoths près de Chinon à une date inconnue. Toutefois, il s’abstint d’aller attaquer leurs positions en Aquitaine, soit faute de ressources, soit qu’il se soit senti menacé par les généraux romains Arbogast (en fait un Franc qui gouvernait les environs de Trêves) et Agrippinus (le général qui avait remis Narbonne aux Wisigoths).
Pendant que son frère combattait en Gaule, Théodoric II avait licencié le commandant impérial Nepotianus qu’il avait remplacé par Arborius. Au cours de cette même période la succession du roi Rechiaire, dernier des successeurs d’Hermeric, continuait à être disputée parmi les prétendants au trône des Suèves. Les deux principaux candidats étaient d’une part Réchimond ou Rémismon (en espagnol Requimundo), depuis 459, roi de la partie nord du royaume suève (Galicie), et d’autre part Frumaire (en espagnol Frumario) roi du sud du même royaume.
Theodoric II se déclara en faveur de Réchimond à qui il envoya de nombreux présents incluant des armes et une princesse goth comme épouse,. Le décès de son rival Frumaire en 464 lui permit de rétablir l’unité des Suèves et de confirmer son alliance avec Theodoric II, alliance qui échappait à tout contrôle des autorités romaines. La conclusion de cette entente avec les Suèves permit à Théodoric de retirer ses troupes d’Espagne pour les ramener en Gaule et renforcer les troupes qui combattaient toujours Aegidius. Ce dernier aurait envoyé une ambassade à Théodoric en mai 464  dont on ne connait pas le résultat . Aegidius devait mourir vraisemblablement de causes naturelles à l’automne 465,,. Son fils Syagrius le remplaça et déplaça le siège du gouvernement à Soisson, créant ce qu’il est convenu d’appeler « le royaume de Soisson »,, éphémère royaume qui devait être conquis par les Francs dans les années 480.
Theodoric II devait être assassiné en 466 par son frère Euric, arien convaincu qui lui reprochait d’être trop romanisé et trop conciliant avec les nicéens.

### Sous le règne d'Euric

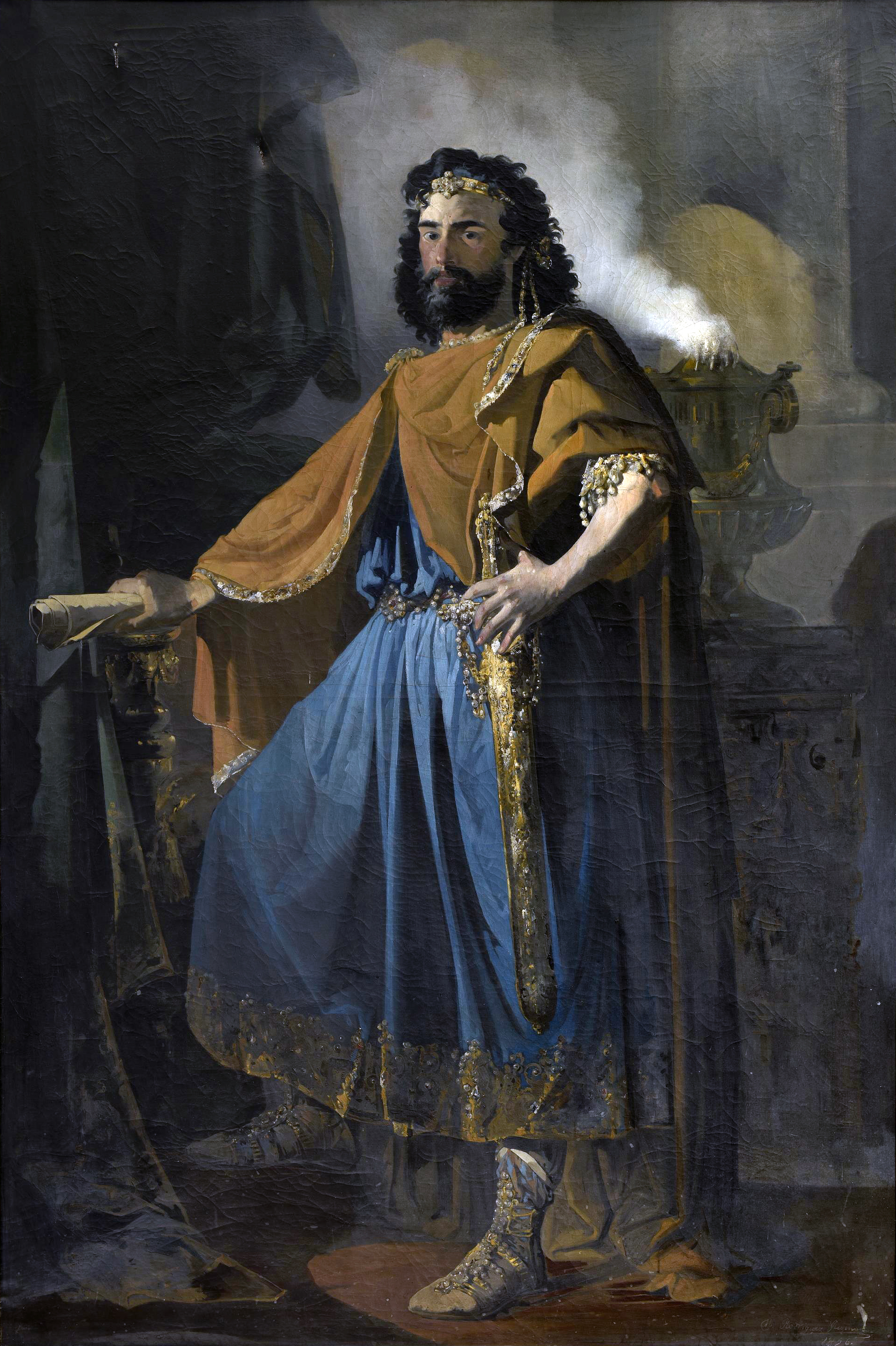
Portrait imaginaire d’Euric par Manuel Rodríguez de Guzmán, vers 1855, Madrid, Musée du Prado.

Après son avènement, Euric défit plusieurs autres roitelets wisigoths en une série de guerres civiles qui lui permit d’unifier la nation wisigothe. En 469, il étendit sa domination jusqu’à la Loire après la bataille de Déols où il défit les Bretons. Il installa alors le duc Victor en Auvergne. Ce dernier conduisit les opérations militaires autour de Clermont qui tomba après un long siège en 475 : l’Aquitaine première devint alors entièrement gothe.
Profitant des  problèmes et tentatives d’usurpation qui affectèrent l’Empire romain d’Occident pendant cette période, Euric étendit sa domination sur l’Espagne faisant reculer les Suèves vers le nord-ouest de la péninsule. Et alors que ses prédécesseurs avaient régné en tant que fédérés ou légats de l’empereur romain, Euric fut le premier à affirmer son indépendance absolue, forçant l’empereur Julius Nepos (r. 474-480) à reconnaitre son autorité sur toute l’Espagne wisigothe et sur toute la Gaule, des Pyrénées à la Loire et au Rhône en échange du retour de la Provence à Rome ,.
Cet abandon provoquera la fureur du Sénat de Rome qui fit renverser Julius Nepos par le général en chef des armées, Oreste, en aout 475. Celui-ci installa alors son fils, Romulus Augustulus, sur le trône, lequel sera lui-même détrôné par Odoacre qui prononcera sa déchéance en 476 et renverra les attributs impériaux à l’empereur romain d’Orient. Euric en profita pour envoyer ses troupes franchir le Rhône et occuper l’ensemble de la région jusqu’aux Alpes. La Provence était ainsi reconquise.
Euric gouverne alors le plus vaste État successeur de l’Empire romain d’Occident :  il règne sur un royaume comprenant environ 10 millions d’habitants s’étendant sur une superficie équivalent à six fois celle du précédent État fédéré et dans lequel le territoire au sud des Pyrénées ne sera pas une zone de colonisation, mais une source de richesses et de sécurité, fournissant une zone de retraite en cas de débâcle militaire. Euric mourra en 484 sans avoir donné à son royaume la structure ecclésiastique et juridique qui en aurait fait l’empire dont avait pu rêver Athaulf au début du siècle; cette tâche reviendra à son fils, Alaric II (r. 484-507).